# Christian Vizi
Christian Vizi (* 1961 in Güssing, Österreich, gestorben 20.6.2023 in Krefeld, Deutschland) war ein österreichischer Filmproduzent.

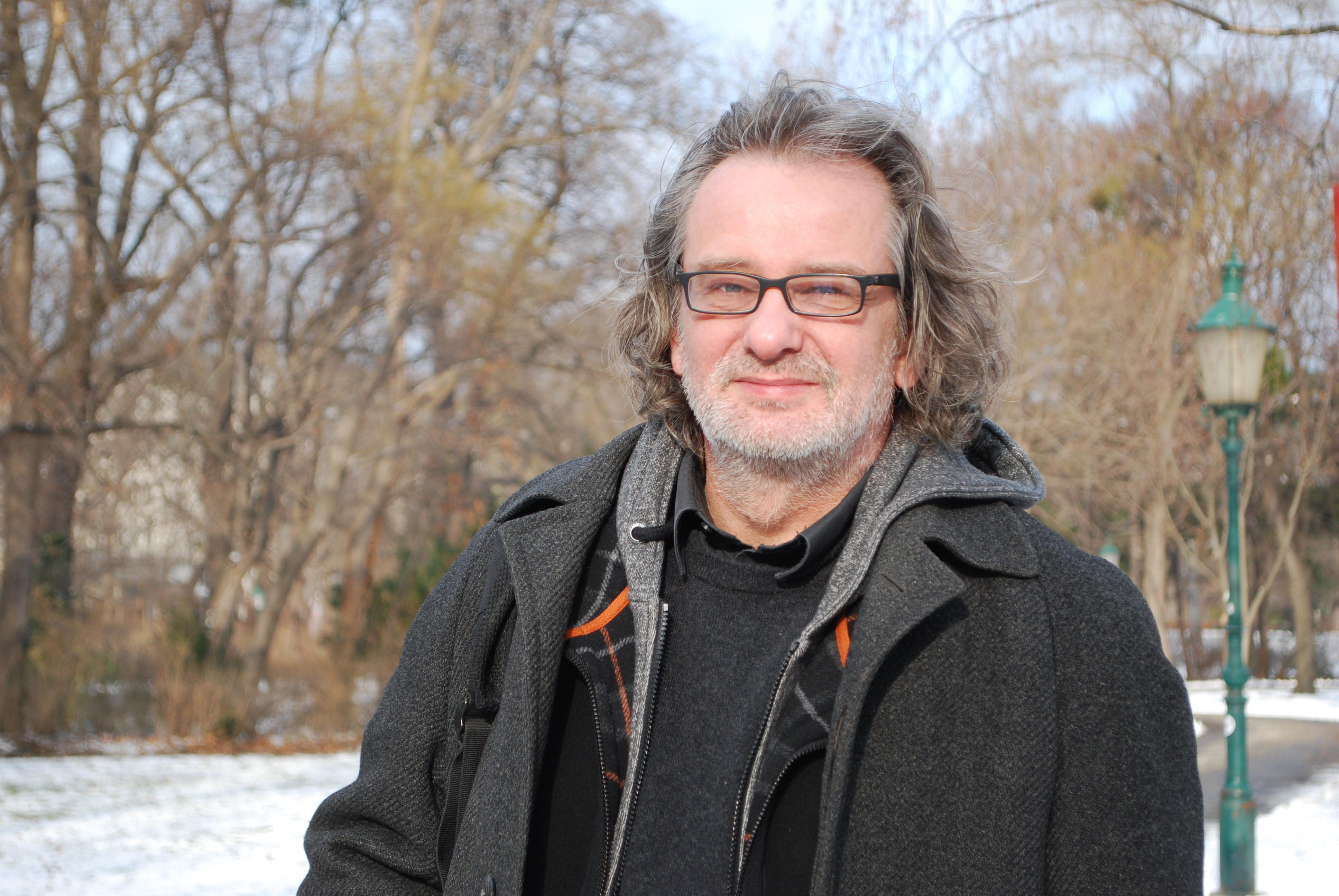
Christian Vizi (2016)

## Leben und Wirken
Christian Vizi studierte bis 1985 Psychologie, Pädagogik, Politologie und Publizistik an den Universitäten in Graz und Salzburg. Im Anschluss folgte ein Studium für Film- und Fotodesign an der FH Dortmund, das er mit Diplom abschloss. Als Herstellungsleiter und Produzent bei der Schlemmer Film GmbH war er bis Ende 1997 an der Produktion mehrerer internationaler Kino-Koproduktionen beteiligt. Von 2000 bis 2004 produzierte er für Troika Entertainment GmbH eine Reihe internationaler Spiel- und Dokumentarfilme u. a. 101 Reykjavik, Die eiserne Maria oder Der Traum vom Schweben. 2004 gründete er die Produktionsfirma Vizion. Dort realisierte er u. a. den Dokumentarfilm Die Mühen der Ebene und als ausführender Produzent den Film Spielverderber (Hessischer Filmpreis 2007). Sein Hauptaugenmerk lag auf der Stoffentwicklung und der Realisierung internationaler Dokumentarfilme.

## Filmografie (Auswahl)
- 2019 The Whale and the Raven (Regie: Mirjam Leuze)
- 2018 Obon (Regie: Andre Hörmann)
- 2015 Julia & Julia (Der Henne ihr Apfel) (Regie: Julia Bossert, Julia Suermondt)
- 2014 Nirwana (Regie: Simon Dolensky)
- 2014 Flowers of Freedom (Regie: Mirjam Leuze)
- 2011 Die Mühen der Ebene (Regie: Gesa Hollerbach, Petra Eiker)
- 2009 Spielverderber (Regie: Henning Drechsler, Georg Nonnenmacher)
- 2004 Der Traum vom Schweben (Regie: Barbara Gräftner)
- 2002 Die eiserne Maria (Regie: Ingeborg Jacobs)
- 2000 101 Reykjavik (Regie: Balthasar Kormákur)

## Auszeichnungen
- 2007 Hessischer Filmpreis für Spielverderber[1]
- Zwei Auszeichnungen für 101 Reykjavik bei den Edda Awards und den Großen Preis der Jury beim Festival du cinéma nordique im französischen Rouen.